# Toma Bašić
Toma Bašić (Zagabria, 25 novembre 1996) è un calciatore croato, centrocampista della Lazio.

## Biografia
Nato a Zagabria, anche suo fratello gemello Jakov è un calciatore.

## Caratteristiche tecniche
Centrocampista molto fisico, gioca principalmente come mediano ma, grazie ad una buona tecnica di base, viene impiegato anche come mezzala o trequartista. Ha una buona propensione al gioco lungo.

## Carriera

### Club

#### Gli esordi
Dopo esser cresciuto calcisticamente tra i settori giovanili del Dubrava e del NK Zagabria, nel 2014 viene acquistato dall'Hajduk Spalato. Viene subito girato in prestito al Rudeš, club militante in seconda divisione croata. Con i biancoblù, nel suo primo anno da professionista, colleziona 25 presenze e 2 reti totali.
Il 10 agosto 2015 debutta con l'Hajduk nella vittoria ottenuta contro la Lokomotiva Zagabria. Il 14 maggio, nell'ultima giornata di campionato, realizza la sua prima rete per i bianchi contro il suo vecchio club NK Zagabria. Il 2 luglio seguente, nella partita di qualificazione giocata contro il Politehnica Iași, esordisce in UEFA Europa League. Divenuto, col tempo, un punto fermo per la formazione croata, chiude complessivamente l'esperienza in patria con 11 reti segnate e 12 assist in 75 partite.

#### Bordeaux
L'8 agosto 2018 è acquistato dal Bordeaux, con cui firma un quadriennale. Esordisce, con i francesi, alla prima giornata di campionato persa per 0-2 contro lo Strasburgo. Il 19 dicembre 2018 va a segno per la prima volta con il Bordeaux, decidendo l'incontro di Coupe de la Ligue vinto contro il Digione. Il 17 febbraio 2019 segna uno dei due gol che portano alla vittoria dei biancoblù sul Tolosa (2-1). Conclude la stagione con 3 reti e 29 presenze.
Nel 2019-2020, a causa di alcuni problemi fisici, viene utilizzato con meno costanza dall'allenatore Paulo Sousa. Il 10 agosto ottiene la prima presenza stagionale nell'incontro perso per 3-1 contro l'Angers. Il 3 gennaio 2020 sigla la sua prima rete in Coupe de France ai danni del Le Mans mentre, l'8 febbraio seguente, realizza la marcatura del 2-1 finale sul Metz. Termina l'annata con 18 partite disputate.
Nella terza stagione al Bordeaux è il perno del centrocampo del nuovo tecnico Jean-Louis Gasset; a fine campionato colleziona 4 reti in 34 presenze.

#### Lazio
Il 25 agosto 2021 viene acquistato dalla Lazio. Sceglie il numero 88 da indossare sulla maglia da gioco. L'esordio con la maglia biancoceleste arriva alla terza giornata di campionato, subentrando al posto di Sergej Milinković-Savić nella gara persa 2-0 contro il Milan. Il 30 settembre realizza la sua prima rete con i biancocelesti in occasione del successo per 2-0 contro la Lokomotiv Mosca in Europa League. Il 2 dicembre seguente fornisce un assist su calcio piazzato per Francesco Acerbi, il quale sigla la rete del momentaneo sorpasso laziale ai danni dell'Udinese.
Il 3 maggio 2023 realizza la sua prima rete in Serie A siglando il goal del 2-0 contro il Sassuolo.
Nella sua terza stagione coi biancocelesti finisce ai margini della rosa.

#### Prestito alla Salernitana
Il 17 gennaio 2024 la società biancoceleste annuncia la cessione del croato alla Salernitana a titolo temporaneo fino al 30 giugno 2024. Ha debuttato ufficialmente con il club granata quattro giorni dopo nella sconfitta casalinga contro il Genoa. In seguito alla retrocessione dei campani, il club granata annuncia che il giocatore non sarebbe stato riscattato e che a partire da luglio sarebbe tornato alla base.

### Nazionale
Convocato nella Croazia Under-21, va in gol il 23 marzo 2017 nella partita d'esordio contro la rappresentativa slovena.
Il 4 novembre viene convocato per la prima volta in nazionale maggiore dal commissario tecnico Zlatko Dalić, in occasione delle partite contro la Turchia e il Portogallo. La settimana seguente debutta nell'incontro pareggiato 3-3 contro i turchi.
Successivamente viene inserito nella lista dei pre-convocati per Euro 2020, salvo poi venire escluso dai 26 finali.

## Statistiche

### Presenze e reti nei club
Statistiche aggiornate al 20 maggio 2024.
| Stagione              | Squadra               | Campionato            | Campionato | Campionato | Coppe nazionali | Coppe nazionali | Coppe nazionali | Coppe continentali | Coppe continentali | Coppe continentali | Altre coppe | Altre coppe | Altre coppe | Totale | Totale |
| Stagione              | Squadra               | Comp                  | Pres       | Reti       | Comp            | Pres            | Reti            | Comp               | Pres               | Reti               | Comp        | Pres        | Reti        | Pres   | Reti   |
| --------------------- | --------------------- | --------------------- | ---------- | ---------- | --------------- | --------------- | --------------- | ------------------ | ------------------ | ------------------ | ----------- | ----------- | ----------- | ------ | ------ |
| 2014-2015             | Rudeš                 | 2. HNL                | 25         | 2          | -               | -               | -               | -                  | -                  | -                  | -           | -           | -           | 25     | 2      |
| 2015-2016             | Hajduk Spalato        | 1. HNL                | 4          | 1          | CC              | 1               | 0               | UEL                | 0                  | 0                  | -           | -           | -           | 5      | 1      |
| 2016-2017             | Hajduk Spalato        | 1. HNL                | 28         | 5          | CC              | 3               | 1               | UEL                | 5                  | 0                  | -           | -           | -           | 36     | 6      |
| 2017-2018             | Hajduk Spalato        | 1. HNL                | 27         | 3          | CC              | 3               | 1               | UEL                | 1                  | 0                  | -           | -           | -           | 31     | 4      |
| lug.-ago. 2018        | Hajduk Spalato        | 1. HNL                | 1          | 0          | CC              | 0               | 0               | UEL                | 2                  | 0                  | -           | -           | -           | 3      | 0      |
| Totale Hajduk Spalato | Totale Hajduk Spalato | Totale Hajduk Spalato | 60         | 9          |                 | 7               | 2               |                    | 8                  | 0                  |             | -           | -           | 75     | 11     |
| 2018-2019             | Bordeaux              | L1                    | 23         | 2          | CF+CdL          | 1+3             | 0+1             | UEL                | 0                  | 0                  | -           | -           | -           | 27     | 3      |
| 2019-2020             | Bordeaux              | L1                    | 15         | 1          | CF+CdL          | 2+1             | 1+0             | -                  | -                  | -                  | -           | -           | -           | 18     | 2      |
| 2020-2021             | Bordeaux              | L1                    | 34         | 4          | CF              | 0               | 0               | -                  | -                  | -                  | -           | -           | -           | 34     | 4      |
| ago. 2021             | Bordeaux              | L1                    | 3          | 0          | CF              | 0               | 0               | -                  | -                  | -                  | -           | -           | -           | 3      | 0      |
| Totale Bordeaux       | Totale Bordeaux       | Totale Bordeaux       | 75         | 7          |                 | 7               | 2               |                    | 0                  | 0                  |             | -           | -           | 82     | 9      |
| ago. 2021-2022        | Lazio                 | A                     | 29         | 0          | CI              | 1               | 0               | UEL                | 7                  | 1                  | -           | -           | -           | 37     | 1      |
| 2022-2023             | Lazio                 | A                     | 25         | 1          | CI              | 1               | 0               | UEL+UECL           | 4+2                | 0                  | -           | -           | -           | 32     | 1      |
| 2023-gen. 2024        | Lazio                 | A                     | 0          | 0          | CI              | 1               | 0               | UCL                | 0                  | 0                  | SI          | -           | -           | 1      | 0      |
| gen.-giu. 2024        | Salernitana           | A                     | 15         | 0          | CI              | -               | -               |                    | -                  | -                  |             | -           | -           | 15     | 0      |
| 2024-2025             | Lazio                 | A                     | 0          | 0          | CI              | 0               | 0               | UEL                | 0                  | 0                  | -           | -           | -           | 0      | 0      |
| Totale Lazio          | Totale Lazio          | Totale Lazio          | 54         | 1          |                 | 3               | 0               |                    | 13                 | 1                  |             | -           | -           | 70     | 2      |
| Totale carriera       | Totale carriera       | Totale carriera       | 229        | 19         |                 | 17              | 4               |                    | 21                 | 1                  |             | -           | -           | 267    | 24     |

### Cronologia presenze e reti in nazionale
| Cronologia completa delle presenze e delle reti in nazionale ― Croazia | Cronologia completa delle presenze e delle reti in nazionale ― Croazia | Cronologia completa delle presenze e delle reti in nazionale ― Croazia | Cronologia completa delle presenze e delle reti in nazionale ― Croazia | Cronologia completa delle presenze e delle reti in nazionale ― Croazia | Cronologia completa delle presenze e delle reti in nazionale ― Croazia | Cronologia completa delle presenze e delle reti in nazionale ― Croazia | Cronologia completa delle presenze e delle reti in nazionale ― Croazia |
| Data                                                                   | Città                                                                  | In casa                                                                | Risultato                                                              | Ospiti                                                                 | Competizione                                                           | Reti                                                                   | Note                                                                   |
| ---------------------------------------------------------------------- | ---------------------------------------------------------------------- | ---------------------------------------------------------------------- | ---------------------------------------------------------------------- | ---------------------------------------------------------------------- | ---------------------------------------------------------------------- | ---------------------------------------------------------------------- | ---------------------------------------------------------------------- |
| 11-11-2020                                                             | Istanbul                                                               | Turchia                                                                | 3 – 3                                                                  | Croazia                                                                | Amichevole                                                             | -                                                                      | 60’                                                                    |
| 17-11-2020                                                             | Spalato                                                                | Croazia                                                                | 2 – 3                                                                  | Portogallo                                                             | UEFA Nations League 2020-2021 - 1º turno                               | -                                                                      | 90+1’                                                                  |
| Totale                                                                 |                                                                        | Presenze                                                               | 2                                                                      |                                                                        | Reti                                                                   | 0                                                                      |                                                                        |

| Cronologia completa delle presenze e delle reti in nazionale ― Croazia under 21 | Cronologia completa delle presenze e delle reti in nazionale ― Croazia under 21 | Cronologia completa delle presenze e delle reti in nazionale ― Croazia under 21 | Cronologia completa delle presenze e delle reti in nazionale ― Croazia under 21 | Cronologia completa delle presenze e delle reti in nazionale ― Croazia under 21 | Cronologia completa delle presenze e delle reti in nazionale ― Croazia under 21 | Cronologia completa delle presenze e delle reti in nazionale ― Croazia under 21 | Cronologia completa delle presenze e delle reti in nazionale ― Croazia under 21 |
| Data                                                                            | Città                                                                           | In casa                                                                         | Risultato                                                                       | Ospiti                                                                          | Competizione                                                                    | Reti                                                                            | Note                                                                            |
| ------------------------------------------------------------------------------- | ------------------------------------------------------------------------------- | ------------------------------------------------------------------------------- | ------------------------------------------------------------------------------- | ------------------------------------------------------------------------------- | ------------------------------------------------------------------------------- | ------------------------------------------------------------------------------- | ------------------------------------------------------------------------------- |
| 23-3-2017                                                                       | Nedelišće                                                                       | Croazia under 21                                                                | 3 – 0                                                                           | Slovenia under 21                                                               | Amichevole                                                                      | 1                                                                               | 46’                                                                             |
| 31-8-2017                                                                       | Chișinău                                                                        | Macedonia under 21                                                              | 0 – 3                                                                           | Croazia under 21                                                                | Qual. Europeo Under-21 2019                                                     | -                                                                               | 89’                                                                             |
| 4-9-2017                                                                        | Hartberg                                                                        | Austria under 21                                                                | 1 – 1                                                                           | Croazia under 21                                                                | Amichevole                                                                      | -                                                                               | 60’                                                                             |
| 8-11-2017                                                                       | Velika Gorica                                                                   | Croazia under 21                                                                | 5 – 0                                                                           | San Marino under 21                                                             | Qual. Europeo Under-21 2019                                                     | -                                                                               | 78’                                                                             |
| 13-11-2017                                                                      | Salonicco                                                                       | Grecia under 21                                                                 | 1 – 1                                                                           | Croazia under 21                                                                | Qual. Europeo Under-21 2019                                                     | -                                                                               | 90+7’                                                                           |
| 15-10-2018                                                                      | Serravalle                                                                      | San Marino under 21                                                             | 0 – 4                                                                           | Croazia under 21                                                                | Qual. Europeo Under-21 2019                                                     | -                                                                               | 77’                                                                             |
| 25-3-2019                                                                       | Frosinone                                                                       | Italia under 21                                                                 | 2 – 2                                                                           | Croazia under 21                                                                | Amichevole                                                                      | -                                                                               | 46’                                                                             |
| 12-6-2019                                                                       | Pola                                                                            | Croazia under 21                                                                | 1 – 0                                                                           | Danimarca under 21                                                              | Amichevole                                                                      | 1                                                                               | 62’                                                                             |
| Totale                                                                          |                                                                                 | Presenze                                                                        | 8                                                                               |                                                                                 | Reti                                                                            | 2                                                                               |                                                                                 |